# Coleburn
Coleburn war eine Whiskybrennerei bei Longmorn, Morayshire, Schottland. Das Brennereigebäude sind in den schottischen Denkmallisten in die Kategorie B einsortiert.

## Geschichte
Die Brennerei wurde 1897 von John Robertson & Son Ltd. gegründet, welche Charles Chree Doig als Architekten verpflichteten. 1913 wurde die Destillerie, bis zu ihrer Übernahme durch Clynelish Distillery Co. Ltd. 1916, stillgelegt. 1925 ging die Brennerei an John Walker & Sons Ltd. und John Risk, also de facto zur Distillers Company Limited (DCL), welche sie 1930 an ihre Tochter Scottish Malt Distillers (SMD) übergab. 1968 wurde die Mälzerei geschlossen. 1985 wurde die Brennerei stillgelegt, 1992 wurde die Lizenz entzogen. In der Zwischenzeit wurde Coleburn an die "Colburn Events Company" verkauft. In den Räumen soll ein Hotel- und Konferenz-Komplex entstehen.

## Produktion
Das Wasser der zur Region Speyside gehörenden Brennerei stammte aus einer Quelle auf dem Destilleriegelände, das Kühlwasser kam aus dem Glen Burn. Destilliert wurde in zwei wash stills und zwei spirit stills.
Von der Brennerei gibt es nur zwei Originalabfüllungen. Einen „Vintage 1902“ der Gründerfamilie und eine im Oktober 2000 in der „Rare Malts“-Reihe erschienene 21 Jahre alte Abfüllung mit 59,4 %.